# Andrena sublayiae
Andrena sublayiae är en biart som beskrevs av Laberge och Bouseman 1970. Andrena sublayiae ingår i släktet sandbin, och familjen grävbin. Inga underarter finns listade i Catalogue of Life.